# آنا درشوفسکا
آنا درشوفسکا (لهستانی: Anna Dereszowska؛ زادهٔ ۷ ژانویهٔ ۱۹۸۱) خواننده، صداپیشه و بازیگر اهل لهستان است.
از فیلم‌ها یا مجموعه‌های تلویزیونی که وی در آن‌ها نقش داشته‌است، می‌توان کمیسر ماما، خبرچینان – پدران و دختران، رازداری حرفه‌ای، خبرچینان، کرکس، تستوسترون، تنها عشق، نشانه‌گذاری‌شده، فرابنفش، جاسوسان ورشو، اجاره‌نشین‌ها، قانون حقیقی، لجن‌زار و دوستان اشاره نمود.